# 异步会议
异步会议（英語：Asynchronous conferencing）是科学领域中正式使用的术语，特指以计算机为媒介，沟通，协作和学习，在互动贡献者中有一定延迟的技术。与之相对的是同步会议，同步会议指各种“聊天”系统，在该系统中，用户“实时”同步通信。